# Natação nos Jogos Pan-Americanos de 1951 - 200 m livre feminino
As competições dos 200 metros livre feminino da natação nos Jogos Pan-Americanos de 1951 foram realizadas entre 28 de fevereiro e 7 de março, no Club Universitario, em Buenos Aires.

## Calendário
Horário local (UTC-3).
| Data            | Horário | Fase          |
| --------------- | ------- | ------------- |
| 28 de fevereiro |         | Eliminatórias |
| 7 de março      |         | Final         |

## Medalhistas
| Ouro   | ARG Ana María Schultz |
| Prata  | USA Betty Brey        |
| Bronze | ARG Eileen Holt       |

## Resultados

### Eliminatórias

#### Bateria 1
| Pos. | Nome                | Nacionalidade      | Tempo  | Notas |
| ---- | ------------------- | ------------------ | ------ | ----- |
| 1    | Eileen Holt         | ARG Argentina      | 2:35.4 | Q     |
| 2    | Betty Brey          | USA Estados Unidos | 2:37.0 | Q     |
| 3    | Talita Rodrigues    | BRA Brasil         | 2:52.0 | Q     |
| 4    | Eliana Bush Herrera | CHI Chile          | 2:54.2 | Q     |
| 5    | Magda Bruggeman     | MEX México         | 3:02.2 |       |

#### Bateria 2
| Pos. | Nome               | Nacionalidade      | Tempo  | Notas |
| ---- | ------------------ | ------------------ | ------ | ----- |
| 1    | Ana María Schultz  | ARG Argentina      | 2:31.9 | Q     |
| 2    | Piedade Coutinho   | BRA Brasil         | 2:39.6 | Q     |
| 3    | Jacqueline LaVine  | USA Estados Unidos | 2:44.7 | Q     |
| 4    | María Karlesi      | CHI Chile          | 3:01.0 | Q     |
| 5    | Bibine Belaustegui | CHI Chile          | 3:02.4 |       |

### Final
| Pos.              | Nome                | Nacionalidade      | Tempo  |
| ----------------- | ------------------- | ------------------ | ------ |
| Medalha de ouro   | Ana María Schultz   | ARG Argentina      | 2:32.4 |
| Medalha de prata  | Betty Brey          | USA Estados Unidos | 2:32.8 |
| Medalha de bronze | Eileen Holt         | ARG Argentina      | 2:36.5 |
| 4                 | Piedade Coutinho    | BRA Brasil         | 2:37.0 |
| 5                 | Talita Rodrigues    | BRA Brasil         | 2:47.9 |
| 6                 | Jacqueline LaVine   | USA Estados Unidos | 2:49.1 |
| 7                 | Eliana Bush Herrera | CHI Chile          | 2:54.4 |
| 8                 | María Karlesi       | CHI Chile          | 2:57.0 |